# Погиблиця
Поги́блиця — річка в Україні, в межах Перемишлянського району Львівської області. Права притока Гнилої Липи (басейн Дністра). 

## Опис
Довжина 11 км, похил річки 8,8  м/км, площа басейну водозбору 36.6 км². Річкова долина порівняно вузька і глибока (крім пригирлової частини). Річище слабозвивисте. 

## Розташування
Погиблиця бере початок на схід від села Копань, на південних заліснених схилах пагористого пасма Гологори. Тече спершу на південний схід, далі — на схід і (частково) південний схід. Впадає до Гнилої Липи на північ від села Мерещів. 
Над річкою розташовані села: Кимир та Ушковичі. 